# Phong trào Chữ thập đỏ và Trăng lưỡi liềm đỏ quốc tế
Phong trào Chữ thập đỏ – Trăng lưỡi liềm đỏ quốc tế là một phong trào nhân đạo quốc tế với khoảng 97 triệu tình nguyện viên, thành viên và nhân viên trên toàn thế giới  được thành lập để bảo vệ cuộc sống và sức khỏe của con người, để đảm bảo tôn trọng mọi người, nhằm ngăn chặn và làm giảm bớt đau khổ của con người.
Phong trào này bao gồm một số tổ chức riêng biệt độc lập về mặt pháp lý với nhau, nhưng được hợp nhất trong phong trào thông qua các nguyên tắc cơ bản chung, mục tiêu, biểu tượng, đạo luật và tổ chức quản lý. Các bộ phận của phong trào là:
- Ủy ban Chữ thập đỏ quốc tế (ICRC) là một tổ chức nhân đạo tư nhân được thành lập năm 1863 tại Geneva, Thụy Sĩ, đặc biệt là Henry Dunant và Gustave Moynier. Ủy ban gồm 25 thành viên có thẩm quyền duy nhất theo luật nhân đạo quốc tế để bảo vệ tính mạng và nhân phẩm của các nạn nhân trong các cuộc xung đột vũ trang quốc tế và nội bộ. ICRC đã được trao giải Nobel Hòa bình ba lần (năm 1917, 1944 và 1963).[2]
- Liên đoàn Chữ thập đỏ và Trăng lưỡi liềm đỏ quốc tế (IFRC) được thành lập năm 1919 và ngày nay, nó phối hợp các hoạt động giữa 190 Hội chữ thập đỏ và Trăng lưỡi liềm đỏ quốc gia trong Phong trào. Ở cấp độ quốc tế, Liên đoàn lãnh đạo và tổ chức, hợp tác chặt chẽ với các Hiệp hội quốc gia, các nhiệm vụ hỗ trợ cứu trợ ứng phó với các tình huống khẩn cấp quy mô lớn. Ban thư ký Liên đoàn quốc tế có trụ sở tại Geneva, Thụy Sĩ. Năm 1963, Liên đoàn (khi đó được gọi là Liên đoàn các Hội Chữ thập đỏ) đã được trao giải Nobel Hòa bình cùng với ICRC.[2]
- Hội Chữ thập đỏ và Trăng lưỡi liềm đỏ quốc gia tồn tại ở hầu hết các quốc gia trên thế giới. Hiện tại 190 Hiệp hội quốc gia được ICRC công nhận và được kết nạp là thành viên chính thức của Liên đoàn. Mỗi thực thể làm việc tại quốc gia của mình theo các nguyên tắc của luật nhân đạo quốc tế và các đạo luật của Phong trào quốc tế. Tùy thuộc vào hoàn cảnh và năng lực cụ thể của họ, các Hiệp hội quốc gia có thể đảm nhận các nhiệm vụ nhân đạo bổ sung không được định nghĩa trực tiếp bởi luật nhân đạo quốc tế hoặc các nhiệm vụ của Phong trào quốc tế. Ở nhiều quốc gia, họ liên kết chặt chẽ với hệ thống chăm sóc sức khỏe quốc gia tương ứng bằng cách cung cấp các dịch vụ y tế khẩn cấp.

## Lịch sử

### Ủy ban Chữ thập đỏ quốc tế (ICRC)

#### Solferino, Jean-Henri Dunant và thành lập tổ chức

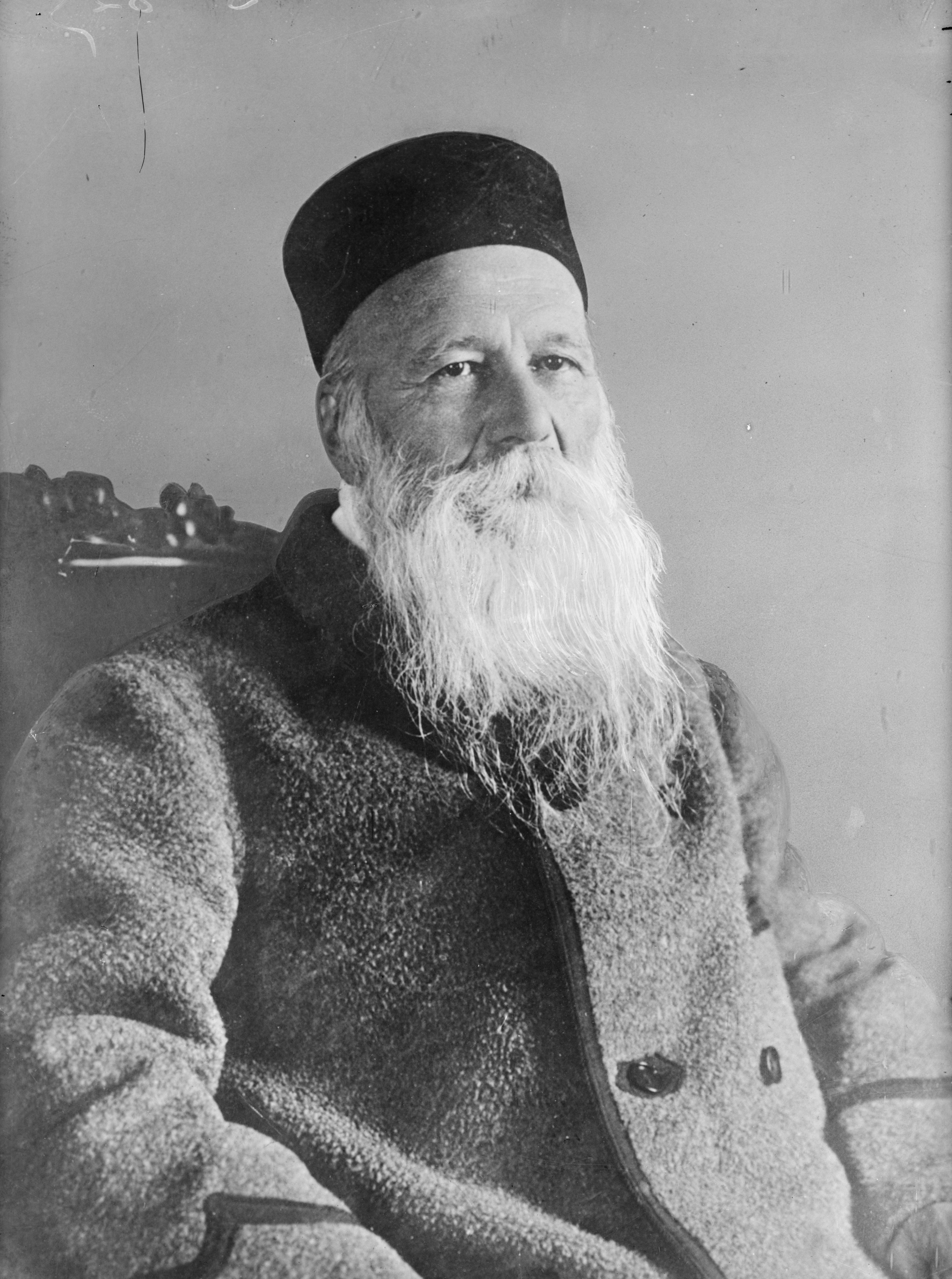
Jean-Henri Dunant, tác giả của Ký ức Solferino.

Cho đến giữa thế kỷ 19, không có hệ thống điều dưỡng quân đội có tổ chức và/hoặc được thiết lập tốt cho thương vong và không có các tổ chức an toàn và được bảo vệ để tiếp nhận và chữa trị cho những người bị thương trên chiến trường. Một Kitô hữu cải cách sùng đạo, doanh nhân người Thụy Sĩ Jean-Henri Dunant, vào tháng 6 năm 1859, đã tới Ý để gặp hoàng đế Pháp Napoléon III với ý định thảo luận về những khó khăn khi tiến hành kinh doanh tại Algeria, lúc đó bị Pháp chiếm đóng. Anh đến thị trấn nhỏ Solferino vào tối ngày 24 tháng 6 sau Trận Solferino, một cuộc tấn công trong Chiến tranh Austro-Sardinian. Trong một ngày, khoảng 40.000 binh sĩ ở cả hai phía đã chết hoặc bị thương. Jean-Henri Dunant đã bị sốc bởi hậu quả khủng khiếp của trận chiến, sự đau khổ của những người lính bị thương và gần như thiếu sự tham gia y tế và chăm sóc cơ bản. Ông hoàn toàn từ bỏ ý định ban đầu của chuyến đi và trong vài ngày, Dunant đã tận tình giúp đỡ điều trị và chăm sóc những người bị thương. Ông đã tham gia tổ chức một mức độ hỗ trợ cứu trợ rất lớn cùng với dân làng địa phương để hỗ trợ các binh sĩ mà không bị phân biệt đối xử.

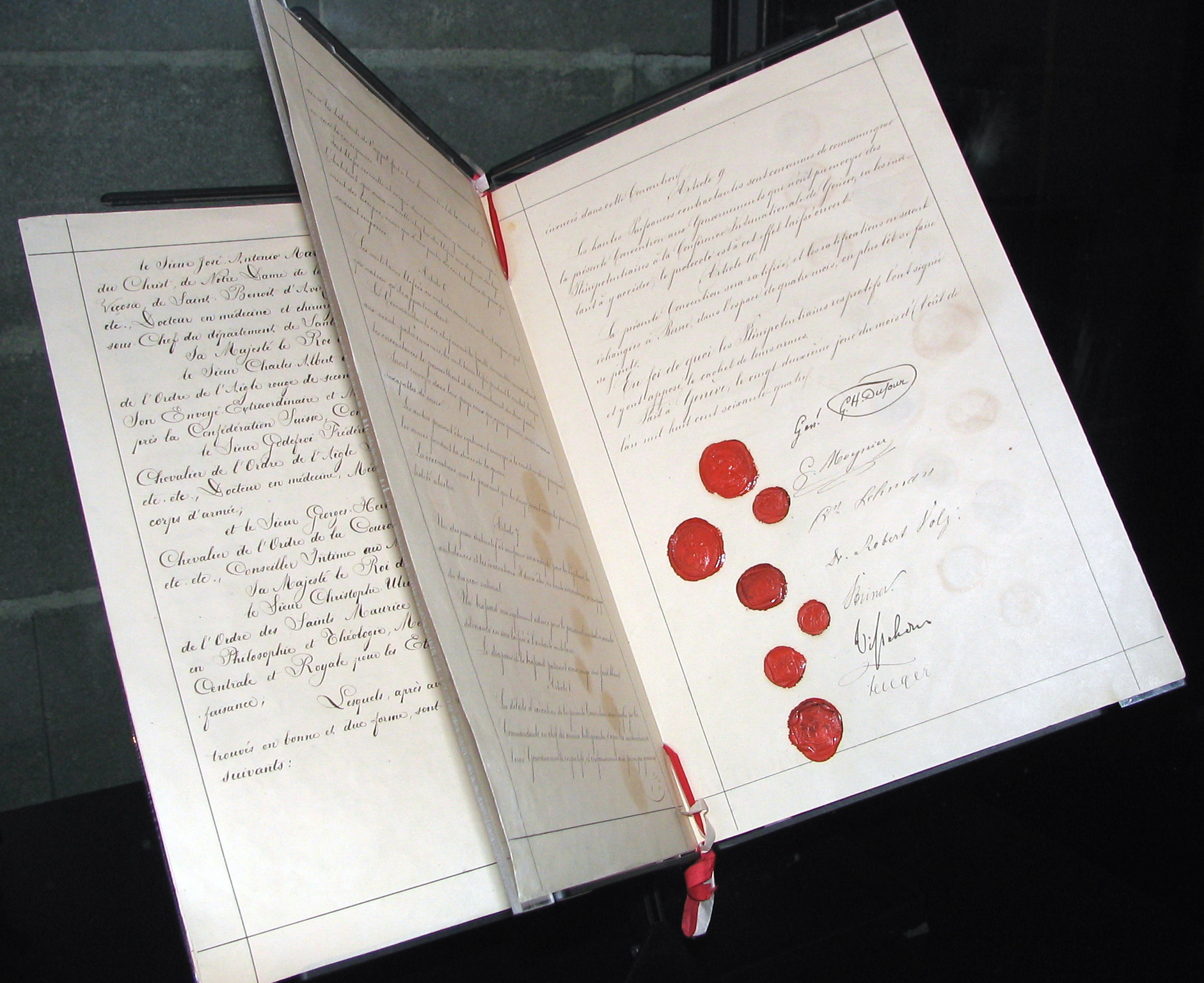
Tài liệu gốc của Công ước Geneva lần thứ nhất, 1864

Trở về nhà ở Geneva, ông quyết định viết một cuốn sách có tựa đề Ký ức về Solferino mà ông đã xuất bản bằng tiền riêng của mình vào năm 1862. Ông đã gửi các bản sao của cuốn sách cho các nhân vật chính trị và quân sự hàng đầu khắp châu Âu, và những người mà ông nghĩ có thể giúp ông tạo ra sự thay đổi. Ngoài việc viết một mô tả sống động về những trải nghiệm của ông ở Solferino vào năm 1859, ông còn chủ trương thành lập các tổ chức cứu trợ tự nguyện quốc gia để giúp các y tá bị thương trong trường hợp chiến tranh, một ý tưởng được truyền cảm hứng từ giáo huấn Kitô giáo về trách nhiệm xã hội. như kinh nghiệm của anh sau chiến trường Solferino. Ngoài ra, ông kêu gọi xây dựng một hiệp ước quốc tế để đảm bảo việc bảo vệ y tế và bệnh viện dã chiến cho các binh sĩ bị thương trên chiến trường.

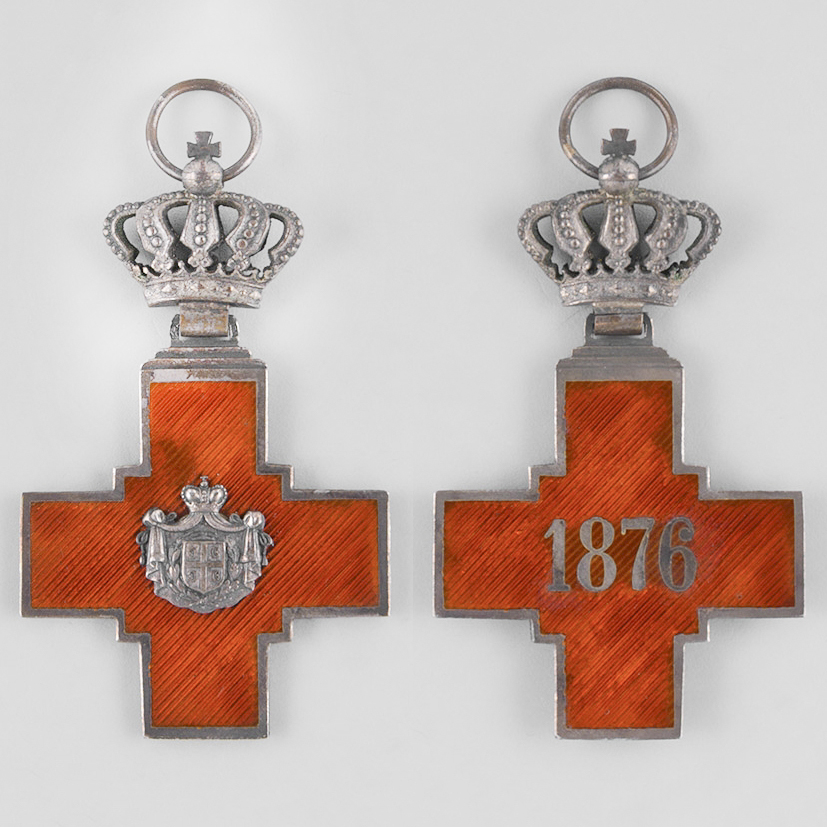
Hội chữ thập đỏ Serbia

Năm 1863, Gustave Moynier, một luật sư tại Geneva và chủ tịch của Hiệp hội phúc lợi công cộng Geneva, đã nhận được một bản sao của cuốn sách của Dunant và giới thiệu nó để thảo luận tại một cuộc họp của xã hội đó. Do kết quả của cuộc thảo luận ban đầu này, xã hội đã thành lập một ủy ban điều tra để xem xét tính khả thi của các đề xuất của Dunant và cuối cùng là tổ chức một hội nghị quốc tế về việc thực hiện có thể của họ. Các thành viên của ủy ban này, sau đó được gọi là "Ủy ban của năm", ngoài Dunant và Moynier là bác sĩ Louis Appia, người có kinh nghiệm quan trọng làm việc như một bác sĩ phẫu thuật; Bạn của Appia và đồng nghiệp Théodore Maunoir, từ Ủy ban Sức khỏe và Vệ sinh Geneva; và Guillaume-Henri Dufour, một vị tướng quân đội Thụy Sĩ nổi tiếng. Tám ngày sau, năm người đàn ông quyết định đổi tên ủy ban thành "Ủy ban quốc tế cứu trợ người bị thương". Vào tháng 10 (26 Ném29) 1863, hội nghị quốc tế do ủy ban tổ chức đã được tổ chức tại Geneva để phát triển các biện pháp khả thi để cải thiện các dịch vụ y tế trên chiến trường. Hội nghị có sự tham gia của 36 cá nhân: mười tám đại biểu chính thức từ các chính phủ quốc gia, sáu đại biểu từ các tổ chức phi chính phủ khác, bảy đại biểu nước ngoài không chính thức và năm thành viên của Ủy ban quốc tế. Các quốc gia và vương quốc được đại diện bởi các đại biểu chính thức là: Đế quốc Áo, Đại công tước xứ Baden, Vương quốc Bavaria, Đế quốc Pháp, Vương quốc Hanover, Đại công quốc xứ Hắc bang, Vương quốc Ý, Vương quốc Hà Lan, Vương quốc Phổ, Đế quốc Nga, Vương quốc Sachsen, Vương quốc Tây Ban Nha, Vương quốc Thụy Điển và Na Uy, và Vương quốc Liên hiệp Anh và Ireland.

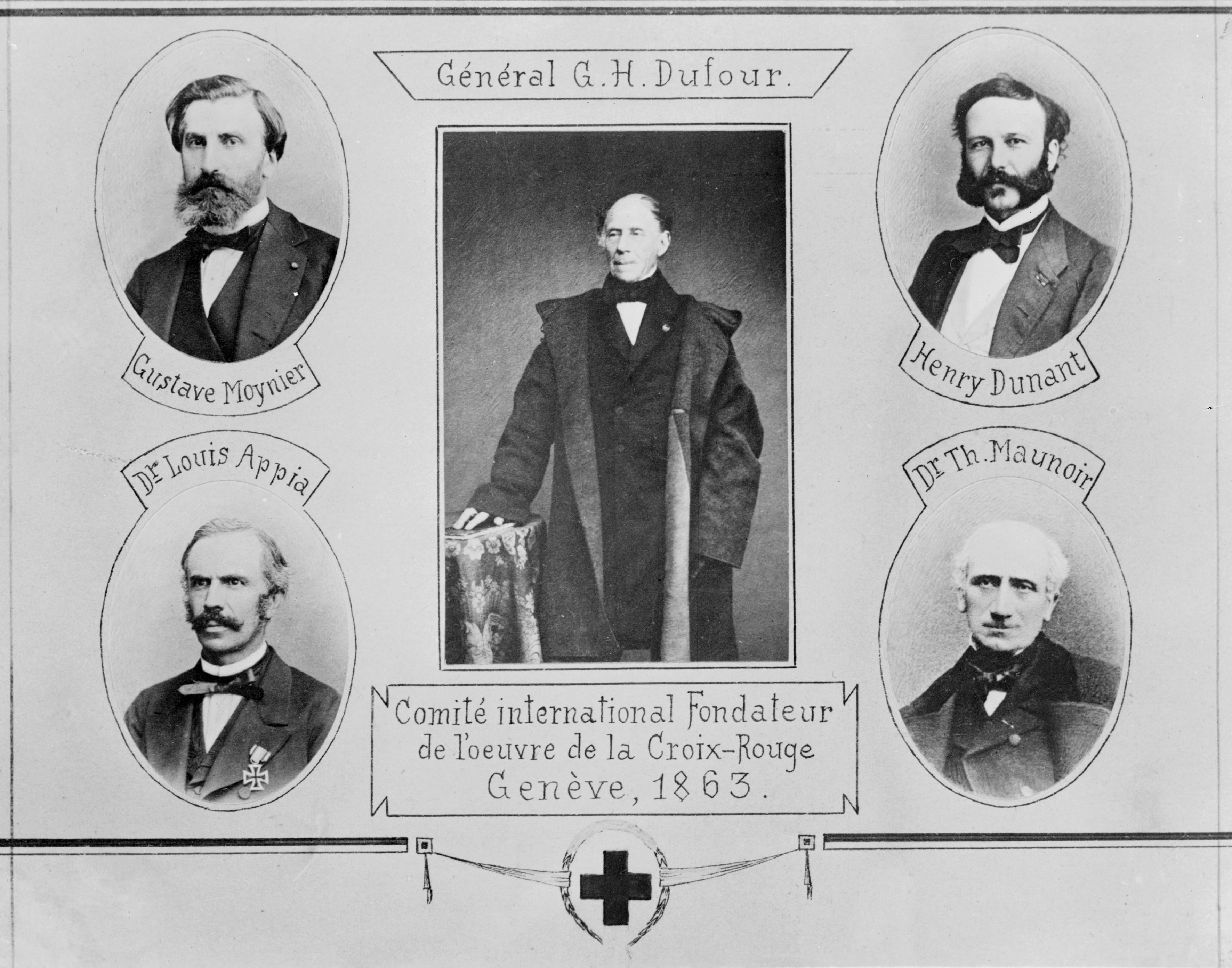
"Ủy ban năm người": Gustave Moynier, Guillaume-Henri Dufour, Henry Dunant, Louis Appia, Théodore Maunoir

Các đề xuất được đưa ra trong các nghị quyết cuối cùng của hội nghị, được thông qua vào ngày 29 tháng 10 năm 1863, là:
- Thành lập các hội cứu trợ quốc gia cho các thương binh;
- Trung lập và bảo vệ cho thương binh;
- Việc sử dụng lực lượng tình nguyện để hỗ trợ cứu trợ trên chiến trường;
- Việc tổ chức các hội nghị bổ sung để ban hành các khái niệm này;
- Sự ra đời của một biểu tượng bảo vệ đặc biệt phổ biến cho nhân viên y tế trong lĩnh vực này, cụ thể là một đội quân trắng mang chữ thập đỏ.

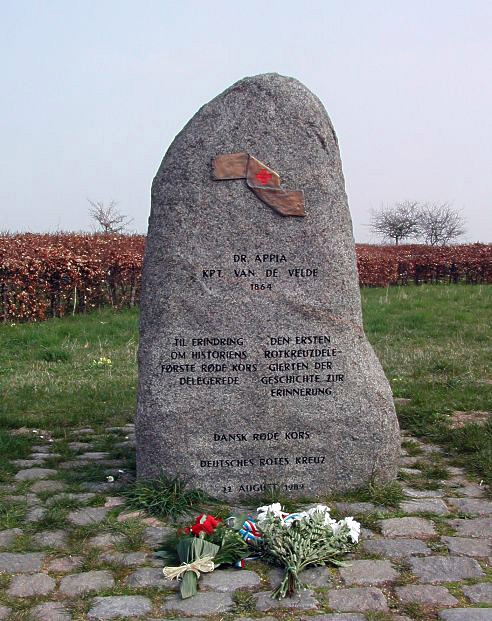
Đài tưởng niệm kỷ niệm lần đầu tiên sử dụng biểu tượng Chữ thập đỏ trong một cuộc xung đột vũ trang trong Trận Dybbøl (Đan Mạch) năm 1864; được xây dựng vào năm 1989 bởi các hội chữ thập đỏ quốc gia của Đan Mạch và Đức.

Chỉ một năm sau, chính phủ Thụy Sĩ đã mời chính phủ của tất cả các nước châu Âu, cũng như Hợp chủng quốc Hoa Kỳ, Đế quốc Brazil và Đế chế Mexico, tham dự một hội nghị ngoại giao chính thức. Mười sáu quốc gia đã gửi tổng cộng hai mươi sáu đại biểu đến Geneva. Vào ngày 22 tháng 8 năm 1864, hội nghị đã thông qua Công ước Genève đầu tiên "cho việc cải thiện tình trạng thương binh trong quân đội". Đại diện của 12 tiểu bang và vương quốc đã ký kết công ước:
- Bản mẫu:Country data Swiss Confederation
- Grand Duchy of Baden
- Bản mẫu:Country data Kingdom of Belgium
- Kingdom of Denmark
- Kingdom of Spain
- French Empire
- Grand Duchy of Hesse
- Kingdom of Italy
- Kingdom of the Netherlands
- Kingdom of Portugal and the Algarves
- Kingdom of Prussia
- Kingdom of Württemberg

Công ước bao gồm mười điều khoản, lần đầu tiên thiết lập các quy tắc ràng buộc về mặt pháp lý đảm bảo tính trung lập và bảo vệ cho các binh sĩ bị thương, nhân viên y tế hiện trường và các tổ chức nhân đạo cụ thể trong một cuộc xung đột vũ trang.
Ngay sau khi thành lập Công ước Geneva, các xã hội quốc gia đầu tiên được thành lập tại Bỉ, Đan Mạch, Pháp, Oldenburg, Phổ, Tây Ban Nha và Wurmern. Cũng trong năm 1864, Louis Appia và Charles van de Velde, một đại úy của Quân đội Hà Lan, đã trở thành những đại biểu độc lập và trung lập đầu tiên làm việc theo biểu tượng của Hội Chữ thập đỏ trong một cuộc xung đột vũ trang. Ba năm sau, vào năm 1867, Hội nghị quốc tế đầu tiên của các Hiệp hội viện trợ quốc gia về điều dưỡng thương binh chiến tranh đã được triệu tập. Cũng trong năm 1867, Jean-Henri Dunant bị buộc phải tuyên bố phá sản do thất bại trong kinh doanh ở Algeria, một phần vì ông đã bỏ bê lợi ích kinh doanh của mình để tập trung vào các hoạt động không mệt mỏi của mình cho Ủy ban Quốc tế. Tranh cãi xung quanh các thỏa thuận kinh doanh của Dunant và kết quả dư luận tiêu cực, kết hợp với một cuộc xung đột đang diễn ra giữa Dunant với Gustave Moynier, dẫn đến việc Dunant bị trục xuất khỏi vị trí là một thành viên và thư ký của tổ chức này. Dunant bị buộc tội phá sản gian lận và lệnh bắt giữ ông đã được ban hành. Do đó, Dunant buộc phải rời Geneva và không bao giờ trở về thành phố quê nhà của ông.
Trong những năm tiếp theo, các xã hội quốc gia được thành lập ở hầu hết các quốc gia ở Châu Âu. Dự án đã cộng hưởng tốt với những tình cảm yêu nước đang trỗi dậy vào cuối thế kỷ XIX, và các xã hội quốc gia thường được khuyến khích như là dấu hiệu của ưu thế đạo đức quốc gia. Năm 1876, ủy ban đã thông qua cái tên "Ủy ban Chữ thập đỏ quốc tế" (ICRC), vẫn là tên gọi chính thức của nó ngày nay. Năm năm sau, Hội Chữ thập đỏ Hoa Kỳ được thành lập thông qua những nỗ lực của Clara Barton. Ngày càng có nhiều quốc gia ký kết Công ước Geneva và bắt đầu tôn trọng nó trong thực tế trong các cuộc xung đột vũ trang. Trong một khoảng thời gian khá ngắn, Hội Chữ thập đỏ đã đạt được động lực lớn khi là một phong trào được quốc tế tôn trọng, và các xã hội quốc gia ngày càng trở nên phổ biến như một địa điểm cho công việc tình nguyện.
Khi giải Nobel Hòa bình đầu tiên được trao vào năm 1901, Ủy ban Nobel Na Uy đã chọn trao nó cho Jean-Henri Dunant và Frédéric Passy, một nhà hòa bình quốc tế hàng đầu. Quan trọng hơn cả danh dự của giải thưởng, giải thưởng này đã đánh dấu sự phục hồi quá hạn của Jean-Henri Dunant và thể hiện sự tôn vinh vai trò quan trọng của ông trong việc hình thành Hội Chữ thập đỏ. Dunant đã chết 9 năm sau đó trong khu nghỉ dưỡng sức khỏe ở Heiden, Thụy Sĩ. Chỉ hai tháng trước đó, đối thủ lâu đời của ông, Gustave Moynier cũng đã qua đời, để lại dấu ấn trong lịch sử của Ủy ban với tư cách là chủ tịch phục vụ lâu nhất từ trước đến nay.
Năm 1906, Công ước Geneva 1864 lần đầu tiên được sửa đổi. Một năm sau, Công ước Hague X, được thông qua tại Hội nghị Hòa bình Quốc tế lần thứ hai ở The Hague, đã mở rộng phạm vi của Công ước Geneva cho chiến tranh hải quân. Ngay trước khi bắt đầu Chiến tranh thế giới thứ nhất vào năm 1914, 50 năm sau khi thành lập ICRC và thông qua Công ước Geneva đầu tiên, đã có 45 xã hội cứu trợ quốc gia trên toàn thế giới. Phong trào đã mở rộng ra ngoài Châu Âu và Bắc Mỹ đến Trung và Nam Mỹ (Cộng hòa Argentina, Hoa Kỳ Brazil, Cộng hòa Chile, Cộng hòa Cuba, Hoa Kỳ Mexico, Cộng hòa Peru, Cộng hòa El Salvador, Cộng hòa phương Đông của Uruguay, Venezuela), Châu Á (Cộng hòa Trung Quốc, Đế quốc Nhật Bản và Vương quốc Xiêm) và Châu Phi (Liên minh Nam Phi).

#### Thế Chiến thứ nhất

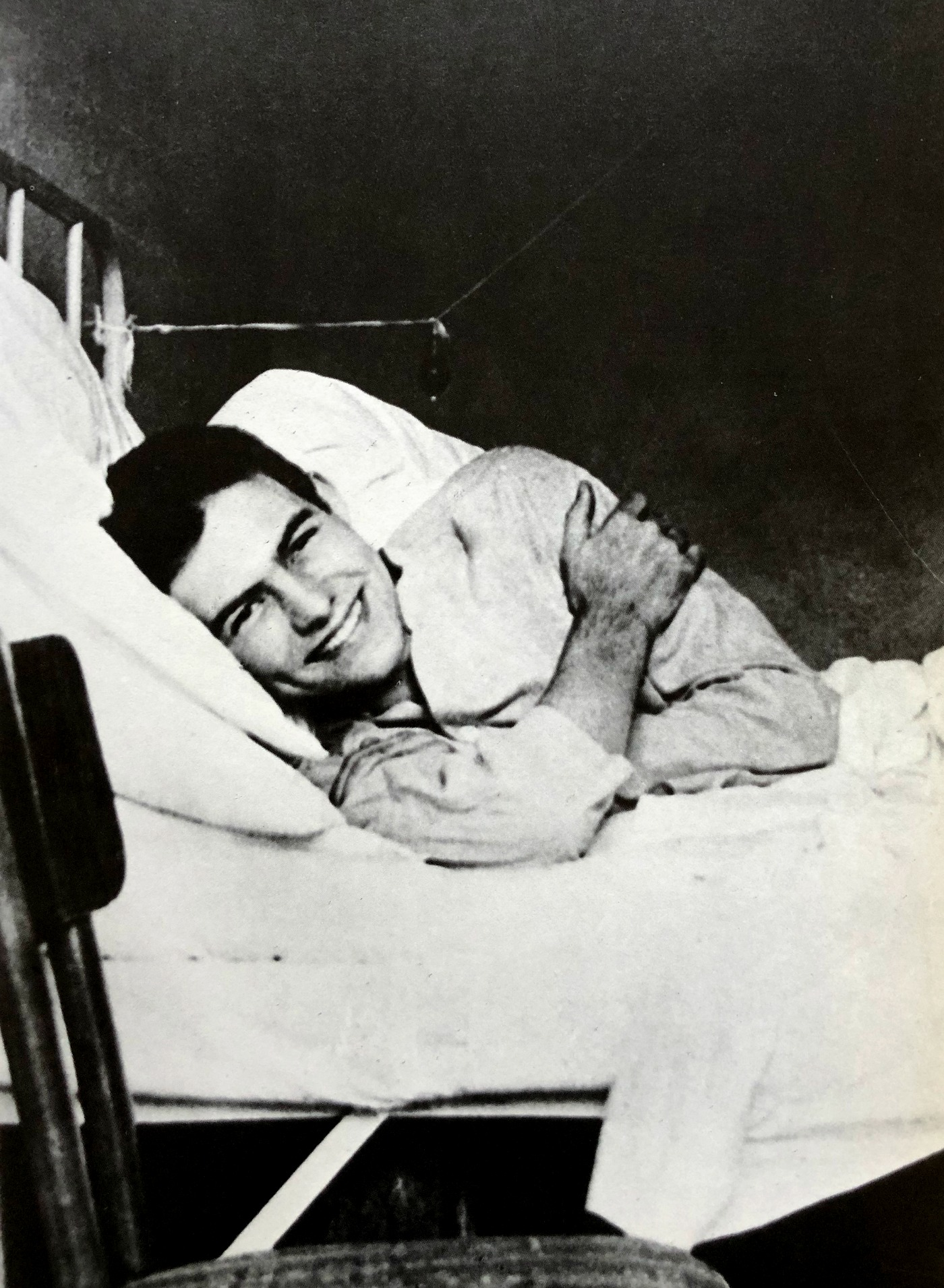
Ernest Hemingway trong một bệnh viện Chữ thập đỏ Hoa Kỳ năm 1918

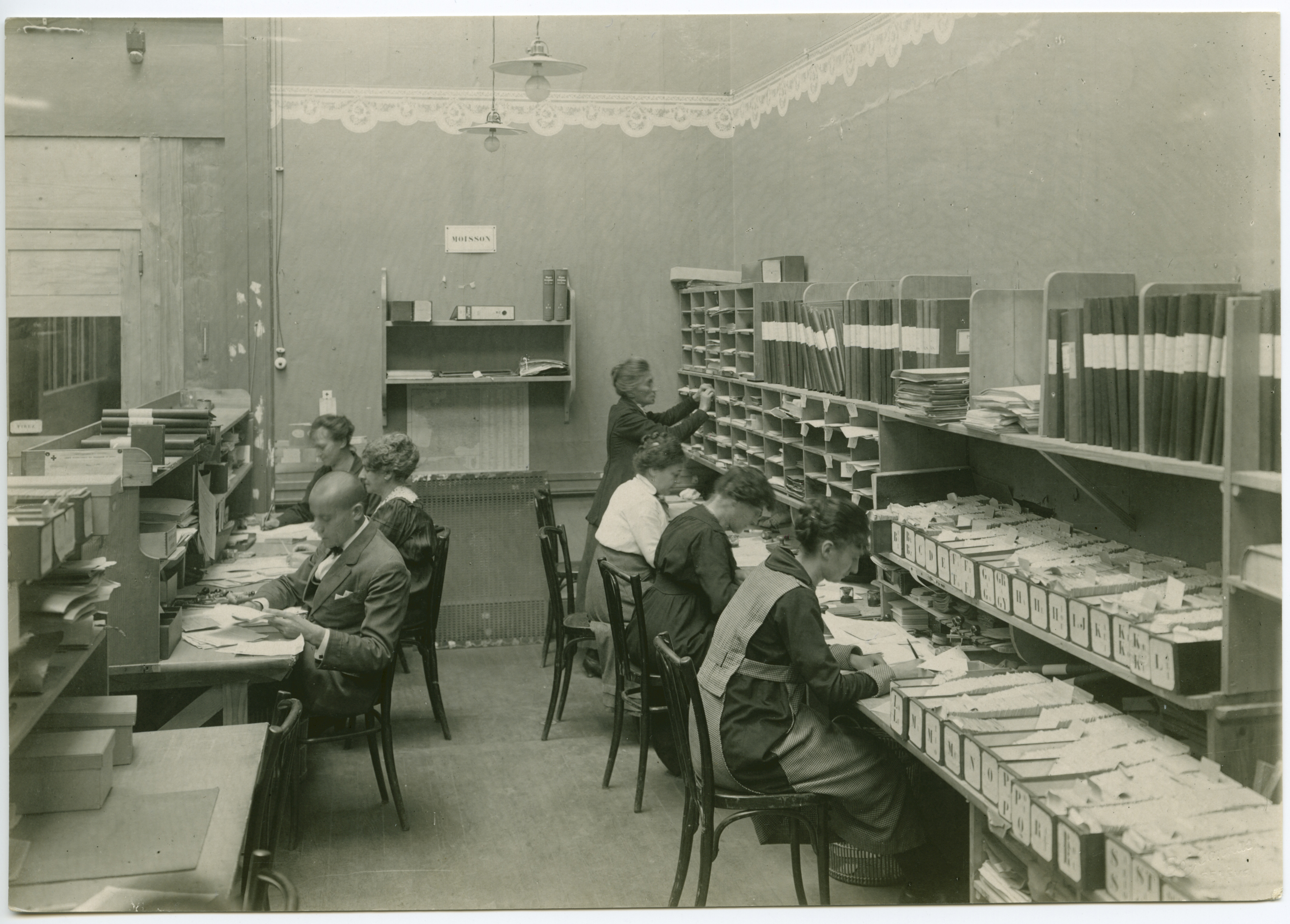
Chiến tranh 1914-1918. Geneva, Bảo tàng Rath. Cơ quan Tù nhân Quốc tế. Phòng nghiên cứu. Phần tiếng Đức. Thể hiện thông điệp và liên lạc với gia đình.

Khi Chiến tranh thế giới thứ nhất bùng nổ, ICRC đã phải đương đầu với những thách thức to lớn mà họ chỉ có thể xử lý bằng cách hợp tác chặt chẽ với các xã hội Chữ thập đỏ quốc gia. Các y tá Hội Chữ thập đỏ từ khắp nơi trên thế giới, bao gồm Hoa Kỳ và Nhật Bản, đã đến để hỗ trợ các dịch vụ y tế của các lực lượng vũ trang của các nước châu Âu tham gia vào cuộc chiến. Vào ngày 15 tháng 8 năm 1914, ngay sau khi bắt đầu chiến tranh, ICRC đã thành lập Cơ quan Tù nhân Quốc tế (POW), có khoảng 1.200 nhân viên tình nguyện chủ yếu vào cuối năm 1914. Đến cuối cuộc chiến, Cơ quan đã chuyển khoảng 20 triệu thư và tin nhắn, 1,9 triệu bưu kiện và khoảng 18 triệu franc Thụy Sĩ để quyên góp tiền cho tù binh của tất cả các nước bị ảnh hưởng. Hơn nữa, do sự can thiệp của Cơ quan, khoảng 200.000 tù nhân đã được trao đổi giữa các bên tham chiến, được thả ra khỏi nơi giam cầm và trở về nước họ. Chỉ số thẻ tổ chức của Cơ quan tích lũy được khoảng 7 triệu hồ sơ từ 1914 đến 1923. Chỉ số thẻ dẫn đến việc xác định khoảng 2 triệu tù binh và khả năng liên lạc với gia đình của họ. Chỉ số hoàn chỉnh được cho mượn ngày hôm nay từ ICRC đến Bảo tàng Chữ thập đỏ và Trăng lưỡi liềm đỏ quốc tế tại Geneva. Quyền truy cập vào chỉ mục vẫn bị hạn chế nghiêm ngặt đối với ICRC.
Trong toàn bộ cuộc chiến, ICRC đã theo dõi sự tuân thủ của các bên tham chiến với Công ước Geneva về sửa đổi năm 1907 và chuyển các khiếu nại về các vi phạm đối với quốc gia tương ứng. Khi vũ khí hóa học được sử dụng trong cuộc chiến này lần đầu tiên trong lịch sử, ICRC đã phản đối mạnh mẽ chống lại loại chiến tranh mới này. Ngay cả khi không có sự ủy nhiệm từ các Công ước Geneva, ICRC đã cố gắng cải thiện sự đau khổ của dân số. Trong các lãnh thổ được chính thức chỉ định là "lãnh thổ bị chiếm đóng", ICRC có thể hỗ trợ người dân trên cơ sở "Luật pháp và Phong tục chiến tranh trên đất liền" của Công ước Hague năm 1907. Công ước này cũng là cơ sở pháp lý cho công việc của ICRC dành cho các tù nhân chiến tranh. Ngoài công việc của Cơ quan Tù nhân Quốc tế như được mô tả ở trên, bao gồm các chuyến thăm kiểm tra đến các trại tù binh. Tổng cộng có 524 trại trên khắp châu Âu đã được viếng thăm bởi 41 đại biểu từ ICRC cho đến khi kết thúc chiến tranh.
Từ năm 1916 đến 1918, ICRC đã xuất bản một số bưu thiếp với hình ảnh lấy từ các trại tù binh. Các bức ảnh cho thấy các tù nhân trong các hoạt động hàng ngày như phân phát thư từ nhà. Mục đích của ICRC là cung cấp cho gia đình của các tù nhân một số hy vọng và sự an ủi và làm giảm bớt sự không chắc chắn của họ về số phận của những người thân yêu của họ. Sau khi kết thúc chiến tranh, từ năm 1920 đến 1922, ICRC đã tổ chức đưa khoảng 500.000 tù nhân trở về nước họ. Năm 1920, nhiệm vụ hồi hương được giao cho Liên đoàn các quốc gia mới thành lập, đã bổ nhiệm nhà ngoại giao và nhà khoa học người Na Uy Fridtjof Nansen làm "Cao ủy hồi hương tù nhân chiến tranh". Nhiệm vụ pháp lý của ông sau đó đã được mở rộng để hỗ trợ và chăm sóc cho những người tị nạn chiến tranh và những người phải di dời khi văn phòng của ông trở thành "Cao ủy cho người tị nạn" của Liên minh các quốc gia. Nansen, người đã phát minh ra hộ chiếu Nansen cho những người tị nạn không quốc tịch và được trao giải Nobel Hòa bình năm 1922, đã bổ nhiệm hai đại biểu từ ICRC làm đại biểu của mình.

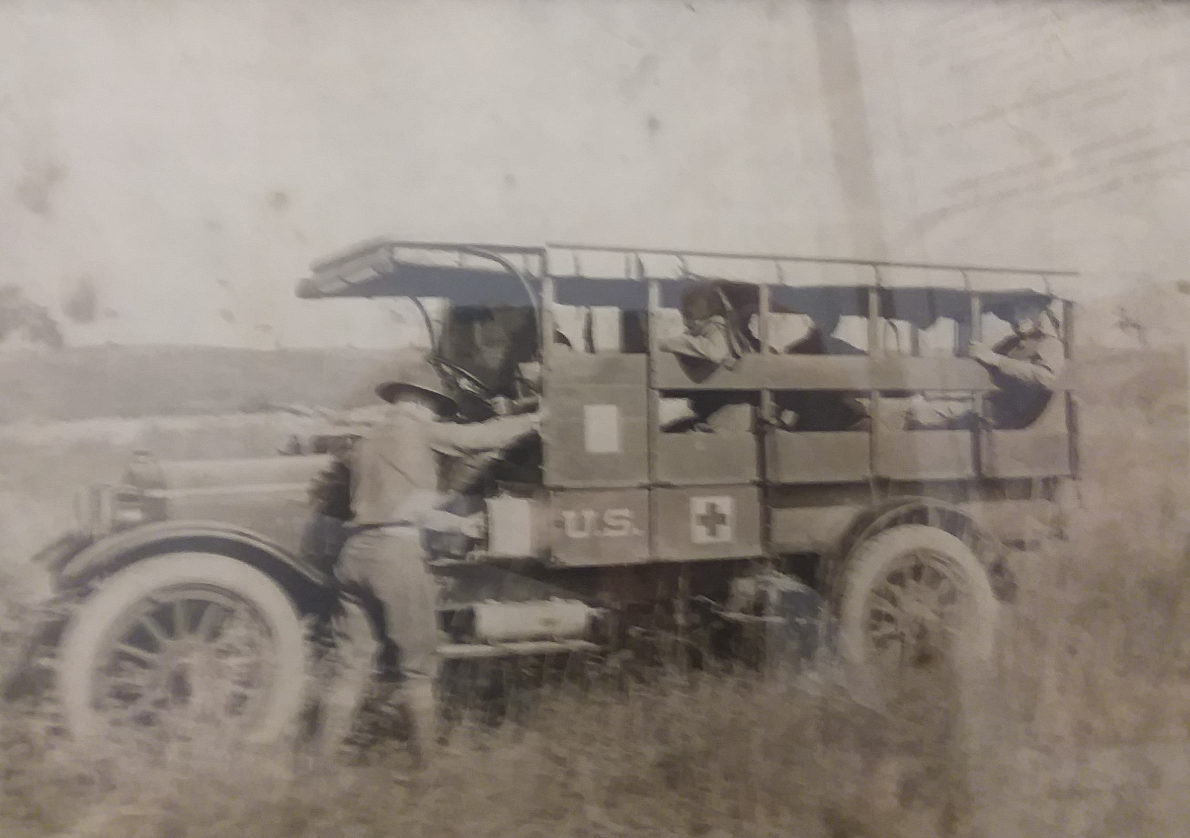
Xe cứu thương Chữ thập đỏ từ năm 1917

Một năm trước khi kết thúc chiến tranh, ICRC đã nhận được giải thưởng Nobel Hòa bình năm 1917 cho công trình thời chiến xuất sắc. Đó là giải thưởng Nobel Hòa bình duy nhất được trao trong giai đoạn 1914 đến 1918. Năm 1923, Ủy ban Chữ thập đỏ quốc tế đã thông qua thay đổi chính sách liên quan đến việc lựa chọn thành viên mới. Cho đến lúc đó, chỉ có công dân từ thành phố Geneva có thể phục vụ trong Ủy ban. Hạn chế này đã được mở rộng để bao gồm các công dân Thụy Sĩ. Do hậu quả trực tiếp của Chiến tranh thế giới thứ nhất, một hiệp ước đã được thông qua vào năm 1925, ngoài vòng pháp luật sử dụng khí độc và các chất độc sinh học làm vũ khí. Bốn năm sau, Công ước ban đầu đã được sửa đổi và Công ước Genève thứ hai "liên quan đến việc cải thiện tình trạng các thành viên bị thương, bị ốm và đắm tàu trên biển" được thành lập. Các sự kiện trong Thế chiến I và các hoạt động tương ứng của ICRC đã làm tăng đáng kể uy tín và quyền hạn của Ủy ban trong cộng đồng quốc tế và dẫn đến việc mở rộng các năng lực của nó.
Ngay từ năm 1934, một dự thảo đề xuất về một công ước bổ sung để bảo vệ dân số ở các vùng bị chiếm đóng trong một cuộc xung đột vũ trang đã được Hội nghị Chữ thập đỏ quốc tế thông qua. Thật không may, hầu hết các chính phủ ít quan tâm đến việc thực hiện quy ước này, và do đó nó đã bị ngăn không cho có hiệu lực trước khi bắt đầu Thế chiến II.

#### Thế chiến thứ hai

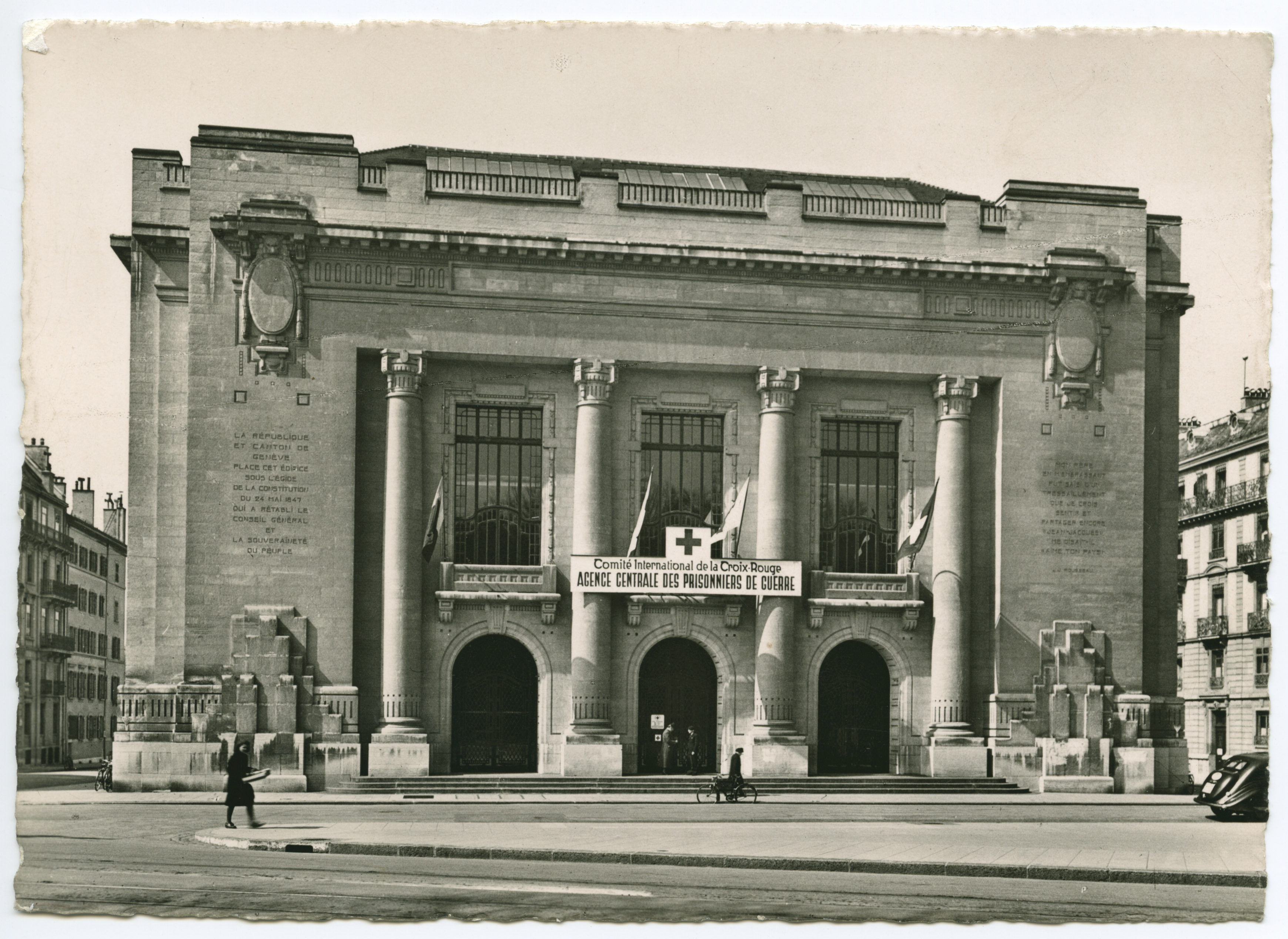
Chiến tranh 1939-1945. Geneva, Tù nhân Trung ương của Cơ quan chiến tranh, Tòa nhà bầu cử / Cung điện của Đại hội đồng

Phản ứng của Hội Chữ thập đỏ đối với Holocaust là chủ đề gây tranh cãi và chỉ trích đáng kể. Ngay từ tháng 5 năm 1944, ICRC đã bị chỉ trích vì sự thờ ơ với sự đau khổ và cái chết của người Do Thái. Các chỉ trích ICRC trở nên mạnh mẽ sau khi kết thúc chiến tranh, khi toàn bộ Holocaust trở nên không thể phủ nhận. Một biện pháp bảo vệ cho những cáo buộc này là Hội Chữ thập đỏ đã cố gắng giữ gìn danh tiếng của mình như một tổ chức trung lập và vô tư bằng cách không can thiệp vào những gì được coi là vấn đề nội bộ của Đức. Hội Chữ thập đỏ cũng coi trọng tâm chính của mình là tù nhân chiến tranh mà các quốc gia đã ký Công ước Geneva.
Cơ sở pháp lý của công việc của ICRC trong Thế chiến II là Công ước Geneva trong bản sửa đổi năm 1929. Các hoạt động của Ủy ban tương tự như trong Thế chiến I: thăm và giám sát các trại tù binh, tổ chức hỗ trợ cứu trợ cho dân cư và quản lý việc trao đổi tin nhắn liên quan đến tù nhân và người mất tích. Đến cuối cuộc chiến, 179 đại biểu đã thực hiện 12.750 chuyến thăm trại tù binh ở 41 quốc gia. Cơ quan Thông tin Trung ương về Tù nhân Chiến tranh (Agence centrale des prisonniers de guerre) có một đội ngũ 3.000 người, chỉ số thẻ theo dõi các tù nhân chứa 45 triệu thẻ và 120 triệu tin nhắn đã được Cơ quan trao đổi. Một trở ngại lớn là Hội Chữ thập đỏ Đức do Đức Quốc xã kiểm soát đã từ chối hợp tác với các đạo luật Geneva bao gồm các hành vi vi phạm trắng trợn như trục xuất người Do Thái khỏi Đức và các vụ giết người hàng loạt được tiến hành tại các trại tập trung của Đức Quốc xã. Hơn nữa, hai quốc gia chính khác của cuộc xung đột là Liên Xô và Nhật Bản không tham gia Công ước Genève 1929 và không bắt buộc phải tuân theo các quy tắc của công ước.
Trong chiến tranh, ICRC không thể đạt được thỏa thuận với Đức Quốc xã về việc đối xử với những người bị giam giữ trong các trại tập trung, và cuối cùng họ đã từ bỏ áp lực để tránh làm gián đoạn công việc của họ với tù binh. ICRC cũng không thể có được phản hồi về thông tin đáng tin cậy về các trại hủy diệt và giết hại hàng loạt người Do Thái châu Âu, Roma, et al. Sau tháng 11 năm 1943, ICRC đã đạt được sự cho phép gửi bưu kiện đến những người bị giam giữ tại trại tập trung với tên và địa điểm được biết đến. Bởi vì các thông báo nhận các bưu kiện này thường được ký bởi các tù nhân khác, ICRC đã quản lý để đăng ký danh tính của khoảng 105.000 tù nhân trong các trại tập trung và chuyển khoảng 1,1 triệu bưu kiện, chủ yếu đến các trại Dachau, Buchenwald, Ravensbrück và Sachsenhausen.

Ảnh chụp bởi Rossel tại Theresienstadt. Hầu hết những đứa trẻ này đã bị sát hại tại Auschwitz vào mùa thu năm 1944.

Maurice Rossel được gửi đến Berlin với tư cách là đại biểu của Hội Chữ thập đỏ Quốc tế; ông đến thăm Theresienstadt vào năm 1944. Sự lựa chọn của Rossel thiếu kinh nghiệm cho nhiệm vụ này đã được giải thích là biểu hiện cho sự thờ ơ của tổ chức của ông đối với "vấn đề Do Thái", trong khi báo cáo của ông được mô tả là "biểu tượng cho sự thất bại của ICRC" để biện hộ cho người Do Thái trong thời kỳ Holocaust. Báo cáo của Rossel được ghi nhận cho sự chấp nhận thô tục của nó đối với tuyên truyền của Đức Quốc xã.  Ông nói sai rằng người Do Thái không bị trục xuất khỏi Theresienstadt. Claude Lanzmann đã ghi lại những trải nghiệm của mình vào năm 1979, sản xuất một bộ phim tài liệu mang tên Một vị khách đến từ cuộc sống.

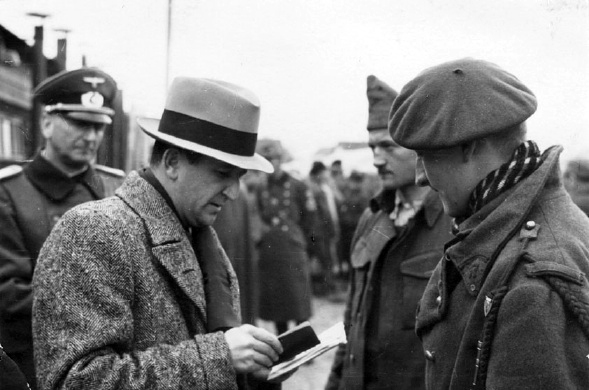
Marcel Junod, đại biểu của ICRC, thăm các tù binh ở Đức

Vào ngày 12 tháng 3 năm 1945, chủ tịch ICRC Jacob Burckhardt nhận được tin nhắn từ SS General Ernst Kaltenbrunner cho phép các đại biểu của ICRC đến thăm các trại tập trung. Thỏa thuận này bị ràng buộc bởi điều kiện những đại biểu này sẽ phải ở trong các trại cho đến khi kết thúc chiến tranh. Mười đại biểu, trong đó có Louis Haefliger (Mauthausen-Gusen), Paul Dunant (Theresienstadt) và Victor Maurer (Dachau), đã nhận nhiệm vụ và đến thăm các trại. Louis Haefliger đã ngăn chặn việc trục xuất mạnh mẽ hoặc nổ mìn Mauthausen-Gusen bằng cách cảnh báo quân đội Mỹ.
Friedrich Sinh (1903-1963), một đại biểu của ICRC tại Budapest, người đã cứu sống khoảng 11.000 đến 15.000 người Do Thái ở Hungary. Marcel Junod (1904-1961), một bác sĩ từ Geneva là một trong những người nước ngoài đầu tiên đến thăm Hiroshima sau khi bom nguyên tử được thả xuống.
Năm 1944, ICRC đã nhận được giải thưởng Nobel Hòa bình thứ hai. Như trong Thế chiến I, nó đã nhận được giải thưởng Hòa bình duy nhất được trao trong thời kỳ chiến tranh chính, 1939 đến 1945. Vào cuối cuộc chiến, ICRC đã làm việc với các xã hội Chữ thập đỏ quốc gia để tổ chức hỗ trợ cứu trợ cho những quốc gia bị ảnh hưởng nặng nề nhất. Năm 1948, Ủy ban đã xuất bản một báo cáo xem xét các hoạt động thời chiến tranh từ ngày 1 tháng 9 năm 1939 đến ngày 30 tháng 6 năm 1947. ICRC đã mở tài liệu lưu trữ từ Thế chiến II năm 1996.

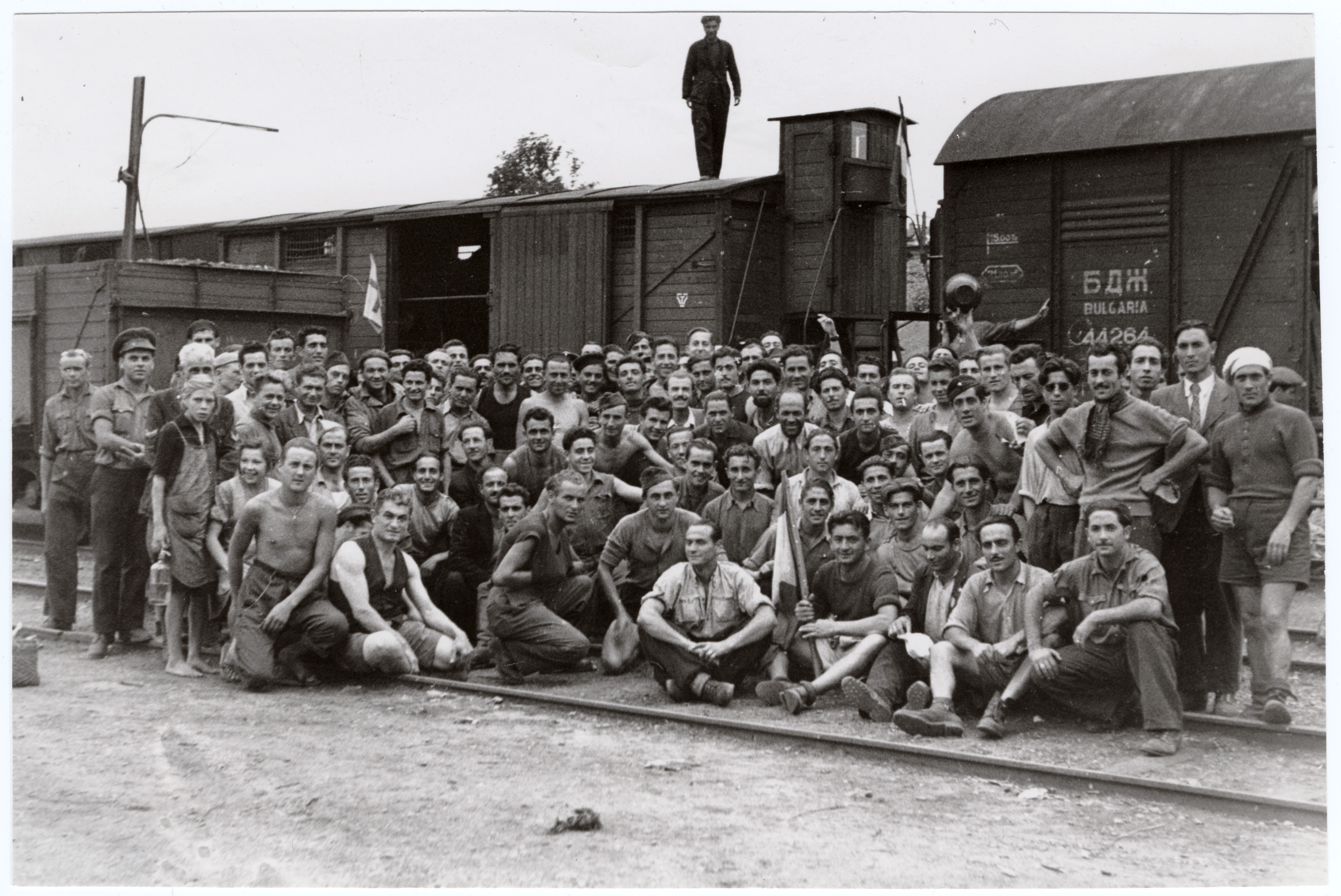
Budapest năm 1945. Hồi hương 2000 tù binh Ý

#### Sau Thế chiến II
Vào ngày 12 tháng 8 năm 1949, các bản sửa đổi tiếp theo của hai Công ước Geneva hiện tại đã được thông qua. Một công ước bổ sung "cho việc cải thiện tình trạng các thành viên bị thương, bị ốm và đắm tàu trên biển", hiện được gọi là Công ước Geneva thứ hai, được đưa ra dưới chiếc ô Công ước Geneva với tư cách là người kế thừa Công ước Hague 1907. Công ước Genève 1929 "liên quan đến việc đối xử với tù nhân chiến tranh" có thể là Công ước Genève thứ hai theo quan điểm lịch sử (vì nó thực sự được xây dựng ở Geneva), nhưng sau năm 1949, nó được gọi là Công ước thứ ba vì nó được gọi là Công ước thứ ba vì nó đến sau về mặt thời gian hơn Công ước Hague. Phản ứng với kinh nghiệm của Thế chiến II, Công ước Geneva lần thứ tư, một Công ước mới "liên quan đến bảo vệ người dân trong thời chiến", đã được thành lập. Ngoài ra, các giao thức bổ sung của ngày 8 tháng 6 năm 1977 nhằm mục đích làm cho các công ước được áp dụng cho các cuộc xung đột nội bộ như nội chiến. Ngày nay, bốn quy ước và các giao thức được thêm vào của chúng chứa hơn 600 điều, một sự mở rộng đáng chú ý khi so sánh với 10 điều chỉ trong quy ước năm 1864 đầu tiên.

## Biểu trưng
Lá cờ của phong trào này là Chữ thập đỏ trên nền trắng, vốn là Quốc kỳ Thụy Sĩ đảo màu. Do biểu tượng này không thích hợp với niềm tin tôn giáo ở một số nước, nên biểu tượng Trăng lưỡi liềm đỏ được dùng thay ở các nước Hồi giáo phần nhiều. Ngày 8 tháng 12 năm 2005, một hội nghị ngoại giao bổ sung Hiệp định Genève thứ nhất, để những hội quốc gia của phong trào sử dụng lá Tinh thể Đỏ (cũng được gọi là "Pha lê Đỏ"), biểu trưng thứ ba của Phong trào, với biểu trưng đặc biệt của hội ghép vào giữa. Hành động này để hội Magen David Adom của Israel gia nhập, tại vì trước đây họ sử dụng và đặt tên theo biểu trưng Ngôi sao David đỏ. Trước đây, Iran còn dùng biểu tượng sư tử đỏ. Ngoài ra, các hội chữ thập đỏ quốc gia còn có thể dùng biểu trưng riêng bên cạnh chữ thập đỏ truyền thống.

Lá cờ hình thoi đỏ (tinh thể đỏ)
Chữ thập đỏ (Các nước có truyền thống Cơ đốc giáo và tôn giáo khác)
Trăng lưỡi liềm đỏ (Các nước có truyền thống Hồi giáo)
Chữ thập đỏ và Trăng lưỡi liềm đỏ (Một nỗ lực dung hòa)
Ngôi sao David đỏ (Israel)
Sư tử đỏ (Iran)